# Windpark Jaisalmer
Der Windpark Jaisalmeru ist ein Windpark im Bundesstaat Rajasthan in Indien. Mit einer installierten Leistung von 1,064 GW hat er die Grenze von einem Gigawatt durchbrochen und ist mit Stand 2012 der größte Windpark des Landes und einer der größten Windparks der Welt.

## Technik
Es werden verschiedenste Windkraftanlagentypen eingesetzt. Von Suzlon Energy werden unter anderem frühe Modelle mit 350 kW Nennleistung sowie moderne Turbinen der S9X-Serie mit 2,1 MW eingesetzt. Des Weiteren werden Anlagen des Herstellers Gamesa verwendet.